# Homaliadelphus laevidentatus
Homaliadelphus laevidentatus là một loài Rêu trong họ Neckeraceae. Loài này được (S. Okamura) Z. Iwats. miêu tả khoa học đầu tiên năm 1958.